# Безплатна поїздка
Безплатна поїздка (англ. A Free Ride) — короткометражний німий фільм в жанрі Stag film, можливо, найстаріший збережений порнофільм, зроблений у США. Режисер виступав під псевдонімом, актори залишилися невідомими. Копія фільму перебуває в колекції Інституту Кінсі. Серед дослідників не існує єдності щодо дати створення фільму, різні версії припускають проміжок між 1915 і 1923 роками. Судячи з деяких даних, вже 1915 року фільм нелегально демонстрували в закритих чоловічих клубах і публічних будинках. Попри малу тривалість ролика, в ньому представлені статевий акт в різних позах, мінет, тріолізм і уролагнія. Фільм поставлений непрофесійно і являє собою набір окремих епізодів, які вводяться звичайним для кіно того часу способом — поїздкою на природу в автомобілі.

## Сюжет
Інтертитри, які відкривають «Безплатну поїздку», позначають настрій фільму як «на широких відкритих просторах, де чоловіки є чоловіками, а дівчата будуть дівчатами, пагорби сповнені романтики і пригод». У фільмі показані дві жінки, що йдуть разом вздовж дороги біля свого будинку. Багатий чоловік — автолюбитель на праворульному Haynes 50-60 Model Y Touring Car 1912 року прибуває і пропонує їм проїхатися. Після деяких вагань жінки приймають його пропозицію і сідають поруч з ним на передньому сидінні. Потім чоловік цілує і пестить їх. Пізніше, коли він спускає сечу за деревом, жінки підглядають за ним. Коли він збирається закінчити, жінки швидко повертаються в машину. Після його повернення, жінки спускають сечу за деревом, а чоловік таємно спостерігає за ними і сексуально збуджується. Жінки повертаються в машину, і чоловік пропонує їм випити.
Потім чоловік і одна жінка входять у ліс разом і мастурбують один одному стоячи. Інша жінка, яка залишилась у машині, проявляє цікавість і йде за ними в ліс. Побачивши їх, вона сексуально збуджується і стимулює себе. Між тим чоловік і попередня жінка займаються сексом в місіонерській позиції. Невдовзі інша жінка приєднується до них, і чоловік займається з нею сексом в позиції на колінах. Пізніше вони займаються сексом втрьох, і одна з жінок потім робить чоловікові мінет. Закінчивши статеві акти, вони повертаються в машину.

## Виробництво

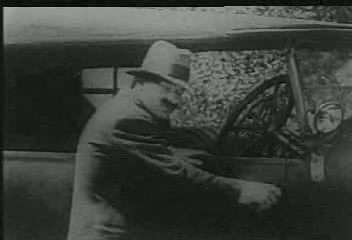
Актор носить під час фільму великі підроблені вуса і капелюха

Британський письменник Дейв Томпсон у своїй книзі Black and White and Blue: Erotic Cinema from the Victorian Age to the VCR зазначає, що одне з джерел приписує режисерство «Безплатної поїздки» Девідові Ворку Гріффіту. Але це твердження відкидають історик кінематографа Кевін Браунлоу і сам Томпсон. Імена акторів у титрах не розкриваються (в інтертитрах повідомляється: «В головних ролях — Jazz Girls»). Томпсон стверджує, що актори не схожі на відомих сучасних кінозірок німого кіно. Він стверджує, що команда прагнула зробити акторів неідентифіковними, зазначивши, що актор має великі підроблені вуса і капелюха. Коли вуса актора відокремилися до кінця фільму, він сховав своє обличчя, поки вуса знову не були прикріплені. Томпсон зазначає, що згідно з деякими історичними звітами, які він описує як «випадкові історії», акторів ранніх порнографічних фільмів брали з числа людей з низьким соціальним статусом, таких як бездомні, наркомани, психічно хворі, повії та дрібні злочинці. Томпсон стверджує, що документальних доказів для цих тверджень майже немає, і припускає, що актори, ймовірно, мали вищий соціальний статус.
«Безплатну поїздку» знято на відкритому повітрі. За словами історика культури Джозефа У. Слейда, існує легенда про те, що фільм знято в Нью-Джерсі. Більшість науковців, зокрема Ел Ді Лауро, Джеральд Рабкін і Джонатон Росс вважають, що фільм вийшов 1915 року і є найбільш раннім збереженим американським хардкорним порнографічним фільмом. Оглядач Лос-Анджелес Таймс Джей Джонс зазначає, що «Безплатну поїздку» вважають першим порнографічним фільмом, знятим у комерційних цілях. Дату виробництва 1915 рік — ставлять під сумнів деякі джерела. Згідно з даними Інституту Кінсі, фільм зроблено між 1917 та 1919 роками. Кінознавець Лінда Вільямс також пише, що твердження, що «Безплатна поїздка» є найбільш раннім збереженим американським stag film, «сумнівне». Кевін Браунлоу у своїй книзі Behind the Mask of Innocence пише, що «судячи з моди, фільм знято приблизно 1923 року». Томпсон стверджує, що докази, подані для підтримки більш пізньої дати виробництва, є непереконливими, але зазначає, що деякі інші експерти згодні з твердженням Браунлоу. Докази, що наводять для підтвердження дати виробництва як 1923 рік, включають подібність однієї з жіночих зачісок до зачіски Мері Пікфорд, акторки, яка була на вершині слави в американській кіноіндустрії 1920-х років. Прихильники більш пізньої дати стверджують, що жінка вдягнула перуку в стилі зачіски Пікфорд. Втім, Томпсон зазначає, що кучеряве волосся в стилі зачіски Пікфорд стало популярним у 1910-х роках, посилаючись на інтерв'ю 1914 року в журналі Photoplay, у якому Пікфорд сказала, що її виснажили вхідні листи з запитаннями про її волосся. Томпсон далі заперечує твердження про те, що жінка у фільмі справді вдягала перуку.

## Випуск та показ фільму
«Безплатну поїздку» вперше показано її цільовій аудиторії 1915 року. У той час неможливо було показати порнофільми в публічних кінотеатрах через вікторіанську мораль тогочасного суспільства. Як і інші порнографічні фільми тієї епохи, «Безплатну поїздку» випустили і поширювали підпільно, щоб уникнути цензури. Ймовірно, цей фільм показували в публічних будинках, джентльменських клубах, на незаконних зібраннях людей у громадських місцях, парубочих вечірках, та інших суто чоловічих місцях зустрічей: фільм був прихований від суспільства і від уряду.

## Критичний аналіз

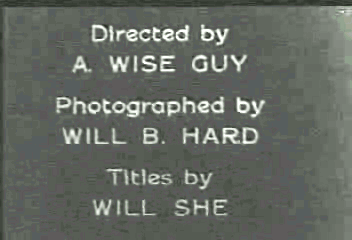
Початкові титри фільму

За словами Вільямса, «Безплатна поїздка» є типовим представником жанру ранніх порнофільмів, які містили вуайєризм. Фільм також зображує статеві акти, мінет, тріолізм і уролагнію. Подібно до аргентинського фільму El sartorio (близько 1907—1915) та німецького Am Abend (близько 1910 року) «Безплатна поїздка» починається з простих описових рамок, потім на короткий період показує ознаки звичайного кіно і, нарешті, фрагментовано демонструє хардкорні сцени. Письменник Лоуренс О'Тул описав ранні stag film, такі як «Безплатна поїздка», як «безглузде використання тремтячої камери і недбалого монтажу». Однак, як і інші stag films 1910-х років, цей фільм має вищу якість, ніж некомерційні порнофільми, які були зняті до нього.
Журналіст Люк Форд пише, що в «Безплатній поїздці» секс має більше значення, ніж сюжет. Псевдоніми акторів і членів знімальної групи у початкових титрах написані з гумором: режисер — A. Wise Guy, оператор — Will B. Hard і автор титрів — Will She. Вільямс називає це «грубим гумором» і стверджує, що це було поширене в американських stag film, створених відтоді. Професор Френк А. Гоффман з Університету в Буффало пише, що виробничий стандарт фільму показує, що з stag film були попередні експерименти. О'Тул пише, що, попри елементарну природу фільмів, таких як «Безплатна поїздка», stag film стали відчувати «жорсткі обмеження у візуальних експериментах» за короткий проміжок часу.
Гоффман зазначає, що «Безплатна поїздка» містить багато основних складових, які є характеристиками споконвічного порнографічного фільму. Він визначає такі основні складові як ретельно спланований, але не складний стан справ, щоб забезпечити вступну мотивацію, візуальні стимули сексуального збудження жінок: тема, яка зазвичай рідко зустрічається на практиці; пряме і дуже швидке спокушення, а секс діє як центральна тема фільму.

## Сприйняття і спадщина
«Безплатна поїздка» була добре відомим stag film 1910-х років і, за словами Вільямс, розглядається як класичний порнографічний фільм. Це один з трьох найбільш ранніх порнофільмів, поряд з El sartorio і Am Abend, у колекції Інституту Кінсі. Документальний фільм 1970 року A History of the Blue Movie включає в себе сцени з фільму. Музей сексу в Нью-Йорку показав «Безплатну поїздку» на своїй першій виставці 2002 року. Ліза Оппенгейм, кінорежисерка з Нью-Йорка, переробила фільм у 2004 році без участі акторів; замість цього події фільму представила «пейзажем і деревами».